# Contarinia negundinis
Contarinia negundinis är en tvåvingeart som först beskrevs av David D. Gillette 1890.  Contarinia negundinis ingår i släktet Contarinia och familjen gallmyggor.
Artens utbredningsområde är Iowa. Inga underarter finns listade i Catalogue of Life.